# CMバンクシステム
CMバンクシステムは、民間放送の放送局に設置される設備で、コマーシャルメッセージ（CM）素材を大量に貯蔵し、あらかじめ設定したスケジュールにそって自動で連続送出する機器の呼称。
本項目では特記なき限りテレビジョン放送の事例について記述する。

## CMバンク以前
当初のテレビCMは、映画用フィルムや、テロップカードのような静止画素材により制作されていた。1970年代後半頃まで、VTRやその編集機器は極めて高価であり、なおかつ一部の製品を除き複雑な編集を行う性能が不足していたからである。
フィルム制作の場合、各制作プロダクション等により出来上がったCM素材は、1本単位のマスターフィルムの形で放送局に納入された。放送局ではまず、マスターフィルムから放送用のコピーを複数（1日あたりの必要放送回数分）作成した。営業部門がCM放送順を決めたのち、送出部門がその順番に従い、スプライシングテープを用いてCM素材をつなぎ、テレシネ装置に装填した（この作業を「CM一本化」あるいは単に「一本化」と称した）。CM枠の送出時刻が来ると送出担当スタッフの操作、やがては自動番組送出システムによる制御により、フィルムがテレシネ装置を通し、ビデオ信号に変換されて再生され、放送に乗った。
この作業にはたいへんな手間と時間がかかることから、各局ともおおむね放送3日前を素材納入の締め切りとし、その間（3 - 2日）で放送日1日分の一本化作業を行っていた。1日の放送が終わると、3日後以降の放送のために、一本化したフィルムを再び素材ごとに切り離して素材管理庫に返却し、次の一本化を行うという作業を毎日繰り返していた。このため、素材フィルムがやがて劣化し、音声や映像にノイズが乗ったり、送出中のフィルムが切れて放送が途絶え、放送事故が発生したりすることもあった。
報道特別番組が急遽編成されるなどして、CM送出予定の変更を余儀なくされた場合の現場の作業は困難を極めたという。

## CMバンクの誕生
日本におけるCMバンク第1号機は、1977年10月に札幌テレビ放送(STV)にて運用開始された。
同機は札幌テレビ放送と日本テレビ放送網(NTV/日テレ)、日本電気(NEC)の3社で共同開発されたもので、1975年8月より開発開始。運用開始の半年前の1977年4月に行われた報告会では、全国の民放関係者から大きな反響を呼んだ。それほど画期的なシステムであったのである。
札幌テレビ放送に導入されたCMバンク1号機は、6台の1インチVTRとマイクロコンピュータ内蔵の6式の映像音声切替装置、そして全体を制御するミニコンピュータで構成される編集装置と、3台の1インチVTRとCM枠をチェックする自動照合機器などで構成される送出装置からなり、フィルムCMとこの時代に増え出してきたVTRCMを分け隔てなく1本化することが出来るようになるなど、大幅に作業環境が改善された。
なお、同年には東京放送(現：TBSテレビ)にも、翌年にはフジテレビやテレビ朝日にも、同様なシステムのCMバンクが導入された。

## CMバンクシステムの種類

### VTRによる一本化システム
1970年代の半ばに、磁気テープによるCM素材管理システムとミニコンピュータ（ミニコン）による自動編集システムを組み合わせた「CM一本化システム」が主にテレビ局向けに開発された。ミニコンが送出リストに基づいて、順アクセス性のみを持つ（＝システム内での消去や上書きをされない）マザーテープからCM素材を検索・再生し、送出用の「一本化テープ」へ順次ダビングした。送出リストの入力は人の手によったが、あとはすべて全自動で行われた。
当時の性能上、検索やダビングに時間を要したものの、CM送出が一本化テープで済むことで編集工程が短縮され、ほとんど人手に頼らずミスも起きづらいため、業務効率改善の効果がきわめて高かったほか、磁気テープはフィルムに比べて音声・映像の劣化がゆるやかで、多く再利用できたので、長期的にはコスト削減を見込めた。これらの利点のため、民間放送局では順次、のちに「CMバンク」と呼ばれるこのCM編集システムを、多くの場合は自動番組送出装置（APC）の制御による形で導入することとなった。
当初はオープンリール方式の放送用1インチVTRが用いられた。標準規格のSMPTE TYPE-Cのほか、日本独自の「Dフォーマット」が広く用いられた。
1987年にはコンポジットデジタル記録方式のD2-VTR（3/4インチカセットテープ規格）とオートチェンジャー（カートマシンなど）を組み合わせたシステムが開発され、画質が向上したほか、ダビング劣化の極めて少ないデジタルコピーが可能となった。またCM共通コード、バーコードなどの活用により、CMトラフィックの信頼性（＝停止事故の少なさ）が高まった。
上記の実用化までに、2インチVTR規格での開発品として、短時間のテープメディアを箱（カートリッジ）に収めて多数棚に収容し、外部制御により指定したテープを自動装填して再生するシステムが存在した（アンペックス社のACR-25）が、極めて高価なため普及しなかった。なお、この考え方は後述の「直接送出システム」により再現することとなった。
以上のようなテープベースでのシステムはノンリニア編集の普及に合わせ、後述のようなファイルベースでの送出システムに発展した。

### 光磁気ディスクによる直接送出システム
上記のようなVTRによる送出システムは、事前に編集済みのテープをCM枠ごとに順次送出するだけであるため、送出事故のリスクは少ない反面、事件・事故による番組編成の変更に対応できないことはフィルム時代となんら変わらなかった。運用効率化が進み、光磁気ディスクを用いた「直接送出方式」のCMバンクシステムが開発・採用され、編成の変更に即座に対応できるようになった。光磁気ディスクはランダムアクセス性を持つ記録媒体であり、普及時の規格品である20cm片面デジタル光磁気ディスクの場合、コンポジット映像信号ソースの非圧縮動画では、15秒CM換算で10本まで記録が可能だった。
CMはそれぞれ単体の映像ファイルとして記録される。このような光磁気ディスクを300～500枚準備し、自動装填・交換機能を持つ数台の再生機にラックしておく。CMはシステムの検索によって適宜アクセス・連続送出され、放送上は切れ目のない一体的な送出を可能にした。
CMバンク以前からのCM編成方式として、プロ野球中継など、放送延長や雨天による番組変更が予想される場合には、事前にいく通りかの代替放送パターンで一本化しておき、放送の進捗によって適切なパターンを選んで放送する手法（階段編成）が用いられる。直接送出システムは、このような階段編成にも即座に対応できた。
なお、運用の際にはバックアップ用として（放送業務では事故対策として常に2システムが必要である）、従来のVTRによるシステムと同時稼動する運用が多く用いられた。
1990年代中ごろまでの考え方として、CM素材は非圧縮で蓄積するのが普通であったが、MPEG-2などのデータ圧縮技術の進歩により、必要容量に対するハードウェア規模を抑えることも行われるようになった。
ラジオ局ではISO規格MOディスクを媒体に用いた上記同様のシステムが広く用いられた。

### ハードディスク・半導体メモリによる直接送出システム
上記の一方、1990年代半ばからハードディスクドライブの高速化・大容量化が本格的に進み、数十台～数百台規模のRAIDシステムを用いたビデオサーバが実現するようになった。ビデオ信号を多数同時に記録・再生するため、転送帯域は合計数百ビット毎秒を常時保証する必要があり、帯域とレイテンシを確保できるよう工夫を凝らしたシステムが採用されている。また、DRAMやフラッシュメモリの高速化・大容量化も進み、多数チャンネルの同時記録再生機能を生かした柔軟な送出システムが実現するようになっている。
これらのシステムの進歩の中にあっても、納品された素材ひとつひとつの品質管理やCMバンクへの登録作業（ファイリング）は、人の手と目が放送の安定のため依然不可欠である。
なお、各放送局では順次、CM、番組、ニュースなどのあらゆる放送素材を統合的に管理するサーバシステムも実用化されている（ビデオファイル#ビデオファイルの実用参照）。